# شهرداری ابهر
شهرداری ابهر یک سازمان عمومی غیردولتی است که سرپرستی اداره شهر ابهر را بردوش دارد. مسئولیت مدیریت این سازمان با شهردار ابهر است که با فرمان از طریق رای‌گیری در شورای شهر ابهر انتخاب می‌شود و به وزارت کشور معرفی می‌گردد و وزارت کشور با بررسی صلاحیت منتخب شورا حکم شهردار را صادر می‌کند. شهرداری ابهر در برگیرنده چهار ناحیهٔ «مرکزی»، «شناط»، «شریف‌آباد» و «حسین‌آباد» است که گردانندگی هر ناحیه به‌عهده شهردار آن ناحیه است که توسط شهردار ابهر انتخاب می‌شود.